# Samantha Bentley
Pour les articles homonymes, voir Bentley.
Samantha Bentley, née le 8 octobre 1987 dans le Sud de Londres, est une actrice britannique de films pornographiques.

## Biographie
Samantha est la Penthouse Pet d'août 2015.

## Filmographie
- 2011 : Better Off Alone
- 2011 : Samantha Bentley - Solo 1
- 2012 : Brooklyn Lee: Nymphomaniac
- 2012 : Come Play With Me
- 2012 : Hard Play Karma
- 2012 : Hooked Up
- 2012 : Nice steamy shower
- 2012 : Pussy Galore 2
- 2012 : Soccer Kicks and Lesbian Licks
- 2013 : Big Cock Threeway
- 2013 : English Beauty Has A Slow Sensual Fuck
- 2013 : Fast Cash For A Fast Fuck Seems Fair to Brunette
- 2013 : Horny Brunette Slides Stranger's Thick Dick Into Her Wet Pussy
- 2013 : Private Gold 157: College Whores
- 2013 : Punk Rock Cutie Takes All of Cabbie's Thick Cock
- 2014 : Anal Orgasm For Samantha Bentley
- 2014 : Blowjob: Samantha Bentley - Blew Me Through the Roof
- 2014 : British Gagging Sensation Samantha Bentley Shocks and Amazes
- 2014 : Britney Amber and Gaia Make Samantha Squirt
- 2014 : Rocco's Perfect Slaves 2
- 2015 : Anal Street Slut
- 2015 : Lesbian Adventures: Older Women, Younger Girls 7
- 2015 : Samantha Bentley Deep Anal POV with Manuel Ferrara
- 2015 : Suck That Tip
- 2018 : Cum Covered Amateurs
- 2018 : Lesbian Scissoring Face Sitting
- 2018 : Misha In Exile
- 2018 : Soaped Up 6
- 2019 : Horny Babe Getting Her Trimmed Pussy Fucked
- 2020 : Baron's Whores
- 2021 : It Feels So Wanderful
- 2022 : Samantha Bentley Is A Messy Blowjob Slut

## Distinctions

### Récompenses
- 2013 : AVN Award – Best All-Girl Group Sex Scene - Brooklyn Lee: Nymphomaniac avec Brooklyn Lee et Ruth Medina[1]
- 2013 : Juliland Award – Best Solo – SB7
- 2013 : Juliland Award – Scarlett Stone Award
- 2013 : Paul Raymond Award – British Performer/Model of the Year
- 2013 : Paul Raymond Award – Female Performer of the Year
- 2013 : UKAP Award - Best Female Performer
- 2014 : Juliland Award : Best G/G Action - SB14 avec Aiden Ashley

### Nominations
- 2014 : AVN Award – Female Foreign Performer of the Year[2]
- 2014 : XBIZ Award : Foreign Female Performer of the Year
- 2013 : Shafta Awards (en) ou Soft and Hard Adult Film and Television Awards (en)[Lequel ?] – Best New Starlet